# Hertug af Sparta
Hertug af Sparta (græsk: Δοὺξ τῆς Σπάρτης nygræsk: Δούκας της Σπάρτης) var en titel, som almindeligvis tildeles den græske kronprins siden 1868 til 1973.[kilde mangler]

## Hertuger af Sparta
- Konstantin 1. af Grækenland (1868-1913)
- Georg 2. af Grækenland (1913-1922)
- Paul af Grækenland (1922-1947)
- Konstantin 2. af Grækenland (1947-1964)
- Irene af Grækenland (1964-1965)
- Alexia af Grækenland (1965-1967)
- Kronprins Pavlos af Grækenland (1967-1973)